# Potok (powiat Rymawska Sobota)
Potok – wieś (obec) na Słowacji położona w kraju bańskobystrzyckim, w powiecie Rymawska Sobota. Pierwsze wzmianki o miejscowości pochodzą z roku 1323. 
Według danych z dnia 31 grudnia 2012, wieś zamieszkiwało 48 osób, w tym 20 kobiet i 28 mężczyzn.
W 2001 roku pod względem narodowości i przynależności etnicznej 84,09% mieszkańców stanowili Słowacy, a 15,91% Romowie.
Ze względu na wyznawaną religię struktura mieszkańców kształtowała się w 2001 roku następująco:
- Katolicy rzymscy – 25%
- Ewangelicy – 56,82%
- Ateiści – 18,18%